# Algodre
Algodre é um município da Espanha na província de Zamora, comunidade autónoma de Castela e Leão, de área 18,16 km² com população de 181 habitantes (2004) e densidade populacional de 9,97 hab/km².
O município é limitado a norte pelo município de Gallegos del Pan, a sul por Coreses, a oeste por Molacillos e ao leste por Villalube.

## Demografia
| Variação demográfica do município entre 1991 e 2004 | Variação demográfica do município entre 1991 e 2004 | Variação demográfica do município entre 1991 e 2004 | Variação demográfica do município entre 1991 e 2004 |
| --------------------------------------------------- | --------------------------------------------------- | --------------------------------------------------- | --------------------------------------------------- |
| 1991                                                | 1996                                                | 2001                                                | 2004                                                |
| 242                                                 | 218                                                 | 180                                                 | 181                                                 |